# Мэн (залив)
Мэн (англ. Gulf of Maine) — залив в Северной Америке.
Залив расположен между полуостровами Кейп-Код и Новая Шотландия. Максимальная глубина — 329 метров.
В северо-восточной части залива расположен залив Фанди, известный своими рекордными приливами. В юго-западной части расположен другой крупный залив — Массачусетс. В центральной части, у крупнейшего города штата Мэн, Портленда, — залив Каско.
Крупнейшие порты на берегах залива — Бостон, Портленд (США), Сент-Джон (Канада).
Крупнейшие реки, впадающие в залив — Аннаполис, Кеннебанк, Кеннебек, Сако, Сент-Круа, Мерримак, Пенобскот, Сент-Джон, Пискатака и другие. Площадь бассейнов рек, впадающих в залив Мэн, составляет 179 008 км².
Маленькие островки Макиас-Сил и Норт-Рок являются предметом территориального спора между США и Канадой.